# Брускара (Анкона)
Брускара је насеље у Италији у округу Анкона, региону Марке.
Према процени из 2011. у насељу је живело 132 становника. Насеље се налази на надморској висини од 139 м.